# Raphaël Eyongo
Raphaël Eyongo (Breda, 21 maggio 2003) è un calciatore olandese, attaccante dell'Olympic Charleroi in prestito dal RAAL La Louvière.

## Carriera
Cresciuto nel settore giovanile dell'Excelsior, ha esordito in prima squadra il 21 gennaio 2022, in occasione dell'incontro di Eerste Divisie perso per 3-0 in trasferta contro lo Jong PSV.

## Statistiche

### Presenze e reti nei club
Statistiche aggiornate al 4 settembre 2022.
| Stagione        | Squadra         | Campionato      | Campionato | Campionato | Coppe nazionali | Coppe nazionali | Coppe nazionali | Coppe continentali | Coppe continentali | Coppe continentali | Altre coppe | Altre coppe | Altre coppe | Totale | Totale |
| Stagione        | Squadra         | Comp            | Pres       | Reti       | Comp            | Pres            | Reti            | Comp               | Pres               | Reti               | Comp        | Pres        | Reti        | Pres   | Reti   |
| --------------- | --------------- | --------------- | ---------- | ---------- | --------------- | --------------- | --------------- | ------------------ | ------------------ | ------------------ | ----------- | ----------- | ----------- | ------ | ------ |
| 2021-2022       | Excelsior       | 1D              | 6+1        | 0          | CO              | 1               | 0               |                    | -                  | -                  |             | -           | -           | 8      | 0      |
| 2022-2023       | Excelsior       | ED              | 4          | 0          | CO              | 0               | 0               |                    | -                  | -                  |             | -           | -           | 4      | 0      |
| Totale carriera | Totale carriera | Totale carriera | 11         | 0          |                 | 1               | 0               |                    | -                  | -                  |             | -           | -           | 12     | 0      |